# چامباراک
چامباراک (به ارمنی: Ճամբարակ) یک شهر در ارمنستان است که در استان گغارکونیک واقع شده‌است. در کیلومتری شمال گاوار، مرکز استان گغارکونیک واقع شده‌است.

## خصوصیات
چامباراک ۶ کیلومتر مربع مساحت و ۵٬۸۵۰ نفر جمعیت دارد و در ارتفاع متر (پا) بالاتر از سطح دریا قرار گرفته‌است.
| سال   | ۱۸۳۱ | ۱۸۹۷ | ۱۹۱۴ | ۱۹۲۶ | ۱۹۳۹ | ۱۹۵۹ | ۱۹۷۹ | ۲۰۰۱ | ۲۰۰۴ |
| جمعیت |      |      |      |      |      |      |      |      |      |

## تاریخچه
چامباراک طی سال‌های ۱۸۳۵ تا ۱۸۴۰ بر کرانه رودخانه گتیک و توسط مهاجران روسی بنا شد و در آغاز میخایلووکا نام داشت.
میخایلووکا Mikhaylovka (تا ۱۹۲۰)
کارمیر گیوقKarmir Gyugh (۱۹۲۰–۱۹۷۲)
کراسنوسلسک Krasnoselsk (۱۹۷۲–۱۹۹۱)

## نگارخانه

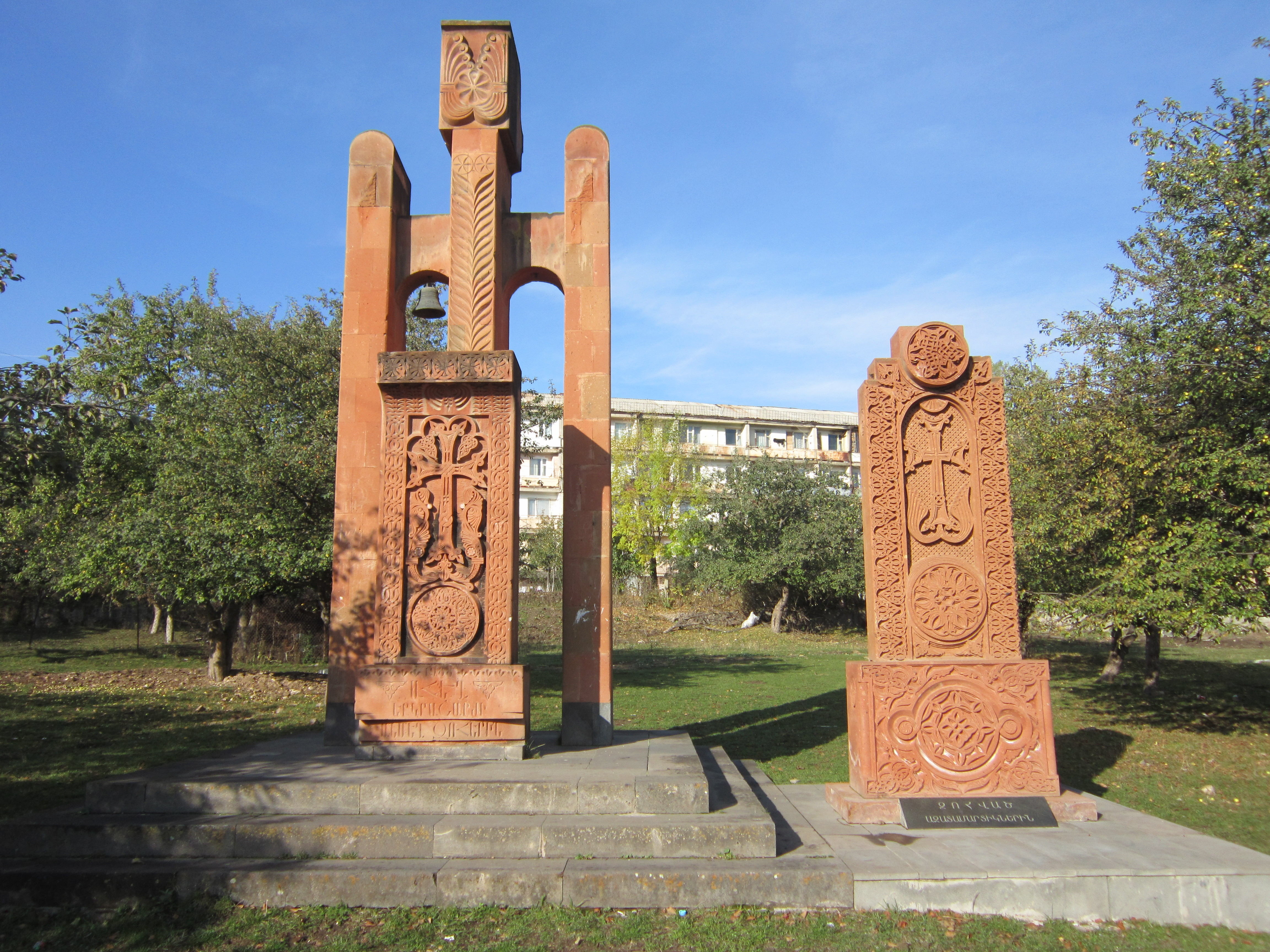
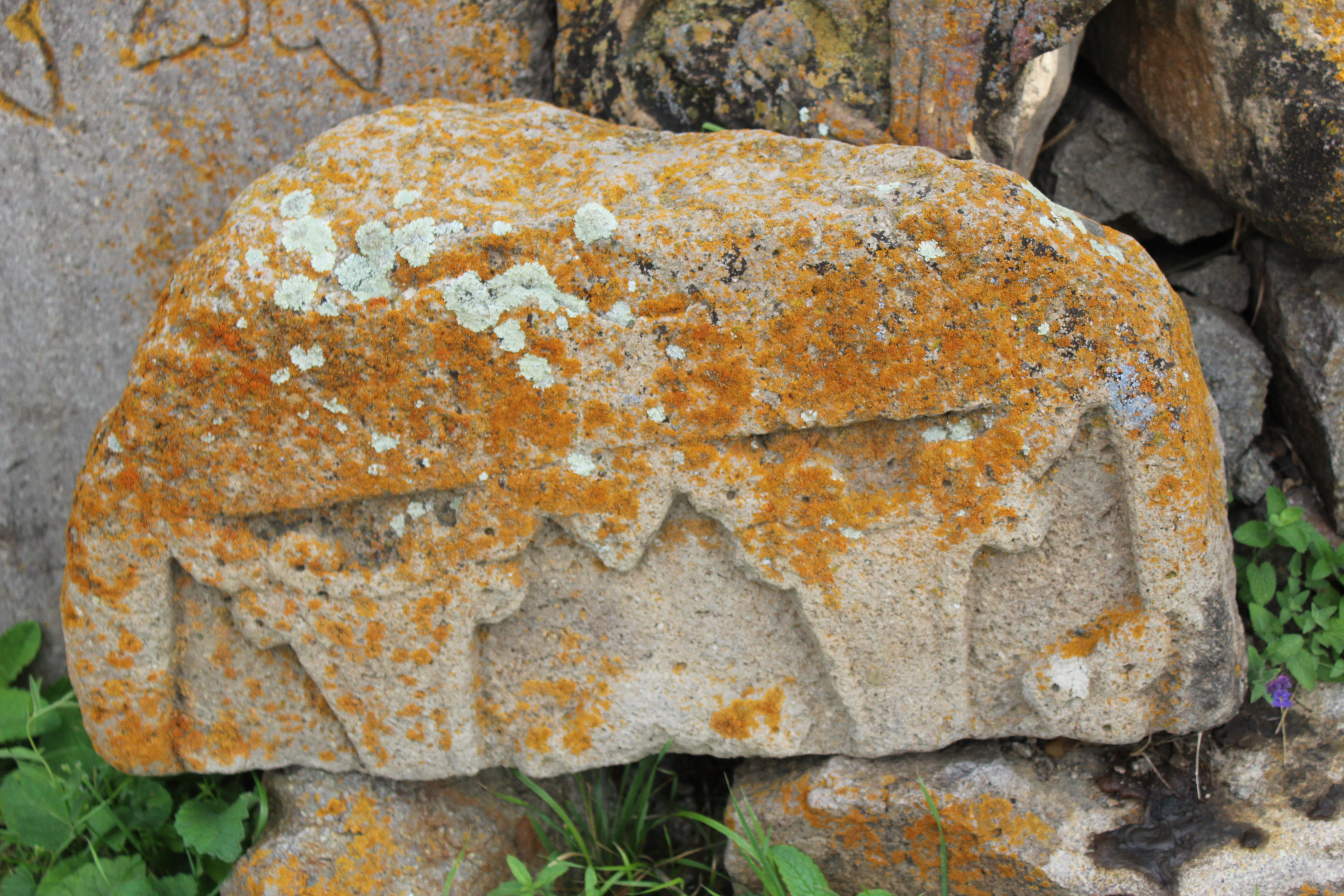
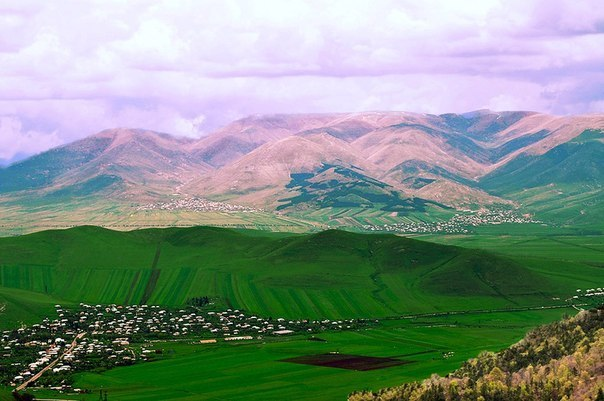
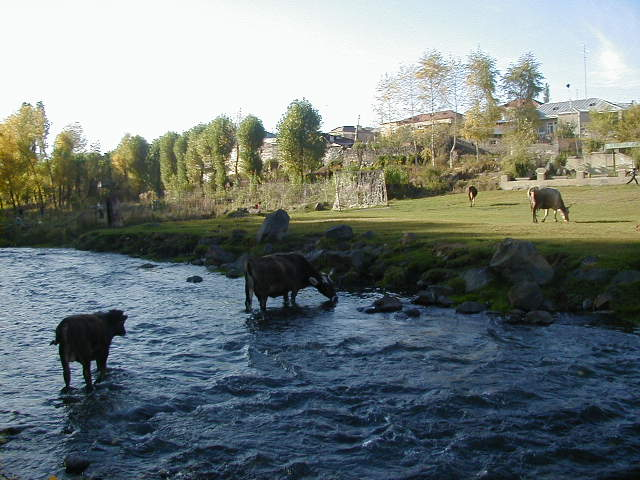
تصویری از حومه چامباراک